# آرثر كارنيل
آرثر كارنيل (بالإنجليزية: Arthur Carnell)‏ (و. 1862 – 1940 م) هو لاعب رماية من المملكة المتحدة، والمملكة المتحدة لبريطانيا العظمى وأيرلندا، ولد في لندن، شارك في الألعاب الأولمبية الصيفية 1908، وShooting at the 1908 Summer Olympics – Men's stationary target small-bore rifle ‏، توفي في لندن، عن عمر يناهز 78 عاماً.

## روابط خارجية
- آرثر كارنيل على موقع أوليمبيديا (الإنجليزية)